# صمام يدار بالهواء

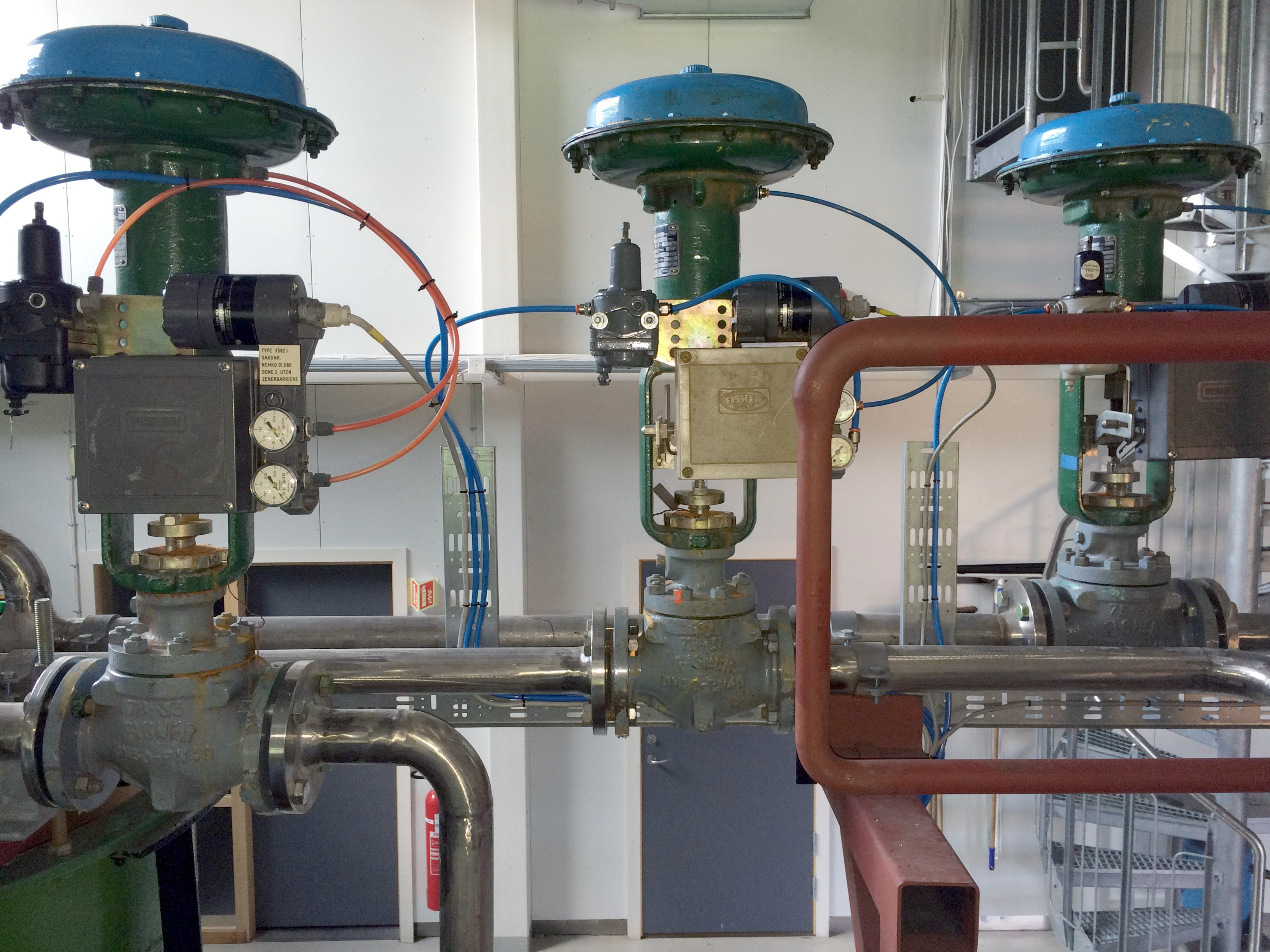

الصمامات المدارة بالهواء (بالإنجليزية: Air-operated valve)‏ هي نوع من الصمامات المعتمدة على الطاقة، ويعتمد هذا النوع على ضغط الهواء باتجاه مكبس أو حجاب لتوليد حركة خطّية أو دورانية لتشغيل الصمام. ومن أنواعها ثنائية أو ثلاثية أو رباعية المنافذ أو الاتجاهات. الصمامات ثنائية الاتجاه يمكن أن تكون إما تلقائيًا مغلقة أو تلقائيًا مفتوحة.